# Dialek Sianaga
Dialek Sianaga – indonezyjski zapaśnik w stylu wolnym.
Złoty medalista igrzysk Azji Południowo-Wschodniej w 1997 roku. Szósty na mistrzostwach Azji w 1996 i 2000 roku. Piąte miejsce w Pucharze Azji i Oceanii w 1997 roku.